# Jayro Bustamante
Jayro Bustamante (Ciutat de Guatemala, 7 de maig de 1977) és un director de cinema, guionista i productor de cinema guatemalenc.

## Trajectòria
Va néixer en Ciutat de Guatemala el 1977 i des de petit va viure en la comunitat maia de Sololá, a Panajachel prop del llac d'Atitlan. Posteriorment va estudiar comunicació i publicitat en la Universitat de San Carlos de Guatemala. Va començar la seva carrera com a director d'anuncis publicitaris a l'agència internacional de Ogilvy & Mather.
La seva següent meta va ser París on va estudiar cinema en el Conservatori lliure del cinema francès (CLCF) i en el Centre Experimental de Cinema de Roma. Va tornar a França i va treballar com a docent en la universitat La Sorbona de París i com a creador visual en moda per a la casa Dior.
En 2009 va tornar a Guatemala on va fundar un productora amb Marina Peralta, La Casa de Producción,, des d'on ha produït la majoria dels seus treballs: Usted (2009) i el documental Au détour des murs, les rostros d’une cité (2010) o Ixcanul (2015) treball amb el qual es va convertir en el primer director de cinema guatemalenc amb una pel·lícula seleccionada parell competir oficialment en el Festival de Cinema de Berlín i va aconseguir el premi Alfred Bauer.
El 2015 va escriure un llibre pedagògic per a nens Cuando sea Grande, Cómo hacer un cortometraje. El 2017 va fundar la Sala de Cinema al Centro Cultural Miguel Ángel Asturias, el primer espai de cinema independent de Guatemala.
Els seus primers tres llargmetratges són una trilogia que s'enfronta als tres greuges més populars a Guatemala: (‘indio’, en relació amb les comunitats indígenes, ‘hueco’, emprat per als homosexuals, i ‘comunista’, per als defensors de drets i llibertats de la Humanitat. Els planteja des de la militància de la defensa dels Drets Humans. Amb Ixcanul, planteja la situació de les indígenes guatemalenques. En 2019 va estrenar altres dues pel·lícules: Temblores en la que aborda l'homofòbia i el masclisme a través de la història sobre un home gai anul·lat pel seu entorn i sotmès a les anomenades 'teràpies de conversió' que practica l'església. El setimbre de 2019 va estrenar a Venècia la seva tercera pel·lícula, La Llorona, emportant-se el premi de Millor director de la Giornata degli Autori. L'estrena americana va ser en el Festival internacional de Toronto. La pel·lícula va ser presentada en la Berlinale i premiada a Tolosa. En 2019 va participar en el 67 Festival de Sant Sebastià presentant aquestes dues pel·lícules en la secció d'Horitzons Llatins.
En 2019 va crear la Fundació Ixcanul que té com a objectiu utilitzar el cinema com a eina d'impacte i de canvi social. Des de la fundació treballa especialment en la difusió de cinema amb contingut per a les poblacions que no tenen accés al cinema. La fundació secunda també la producció de cinema dirigit per altres autors guatemalencs.
Bustamante ha estat a més jurat en diversos festivals: Berlinale 2016, Festival de Cinema de Brussel·les 2018, Festival de Biarritz 2018, Premis Platino i Premis Fénix, i Festival de Cine Los Cabos.
En 2020 es va oficialitzar la selecció de la seva pel·lícula La Llorona per al lliurament oficial dels Premis Oscar de l'any 2021.

## Premis i reconeixements
- Premi Alfred Bauer amb Ixcanul.
- Os de Plata al Festival de Berlín per Ixcanul.
- Premi de Millor director de la Giornata degli Autori per La Llorona (2019).
- Premi a la Millor Pel·lícula Estrangera de la National Board of Review per La Llorona (2019).

## Filmografia

### Director
- Es cuestión de trapos (ficció)
- Usted (ficció)
- Cuande sea grande (ficció)
- Au détour des murs, les visages d’une cité HLM 93 documental.
- Semillas de cambio, sèrie de 12 mini documentals.
- 2006 : Tout est question de fringues (curt d'animació)
- 2012 : Cuando sea grande (curt de ficció)
- 2015 : Ixcanul (també productor)
- 2019 : Temblores
- 2019 : La Llorona

## Premis i distincions
Festival Internacional de Cinema de Sant Sebastià
| Any  | Categoria                                     | Pel·lícula | Resultat  |
| ---- | --------------------------------------------- | ---------- | --------- |
| 2014 | Premis Cinema en Construcció-Menció especial  | Ixcanul    | Guanyador |
| 2018 | Premi EFAD (Desarrollo América Latina-Europa) | La Llorona | Guanyador |